# Senzafiato
Senzafiato sont des montagnes russes lancées du parc Miragica, situé à Molfetta, en Italie. Elles sont du modèle Accelerator Coaster de la société suisse Intamin.

## Parcours
Le parcours a une longueur de 400 mètres et une hauteur de 18 mètres. Ce sont les montagnes russes les moins hautes de ce modèle. Grâce à un système de propulsion hydraulique, le train passe de 0 à 90 km/h en 2,2 secondes.